# يعقوب بك الأول
يعقوب بك الأول (توفي ق. 1340م) مؤسس إمارة كرمايان الأناضولية الواقعة بغرب الأناضول حول كوتاهية. على الرغم من ثورة كرمايان ضد السلطان مسعود الثاني ( 1303م-1308م) حاكم دولة سلاجقة الروم، إلا أن يعقوب بك قبِل التبعية تحت حُكم السلطان كيقباد الثالث ( 1298م-1302م)، ثم تفككت دولة سلاجقة الروم بعد فترة وجيزة. في تلك المرحلة، امتدت إمارة كرمايان تحت حُكم يعقوب بك شرقًا حتى أنقرة وتضمنت مدنًا مختلفة ضُمت من الإمبراطورية البيزنطية. كان يعقوب بك سيدًا للعديد من جيرانه، ووصف المؤرخون المعاصرون عهده بأنه مزدهر اقتصاديًا.
خلفه ابنه محمد الملقب بشاه شادان.

## عائلته
والد يعقوب بك هو "كريم الدين علي شير"، وهو ابن "مظفر الدين علي شير" وحفيد "علي شير".
كان ليعقوب بك أخ اسمه "حسام الدين"، وأخت لها ولد اسمه "بدر الدين مراد". 
كان ليعقوب بك ابنتان، وابن اسمه محمد، وابن آخر اسمه موسى بموجب صك يعود إلى عام 1363م. 
لعب الممثل التركي "ميرزا بهاء الدين دوغان" دور السيد يعقوب في المسلسل المؤسس عثمان.